# Ålandstidningen

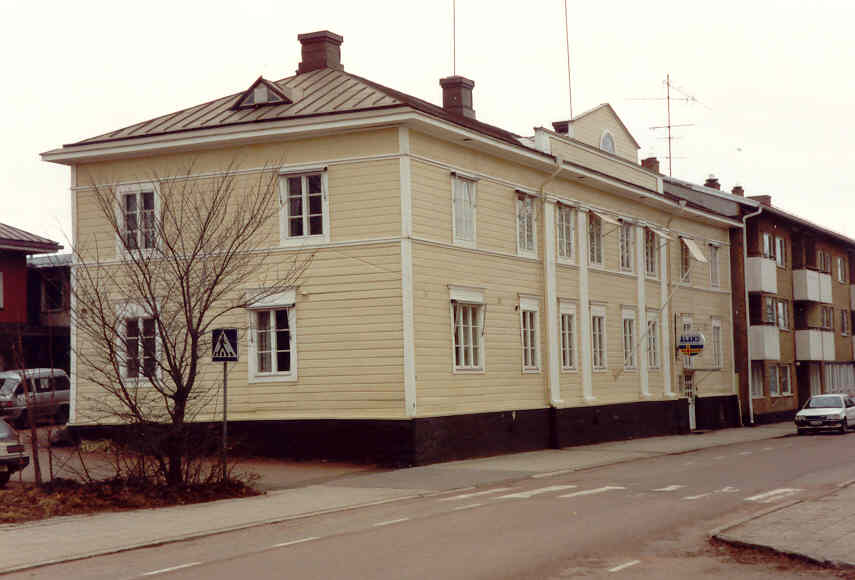
Ålandstidningens voormalige redactiegebouw op Strandgatan 16 in Mariehamn in 1991. Het gebouw werd in 2004 gesloopt en vervangen door het huidige gebouw.

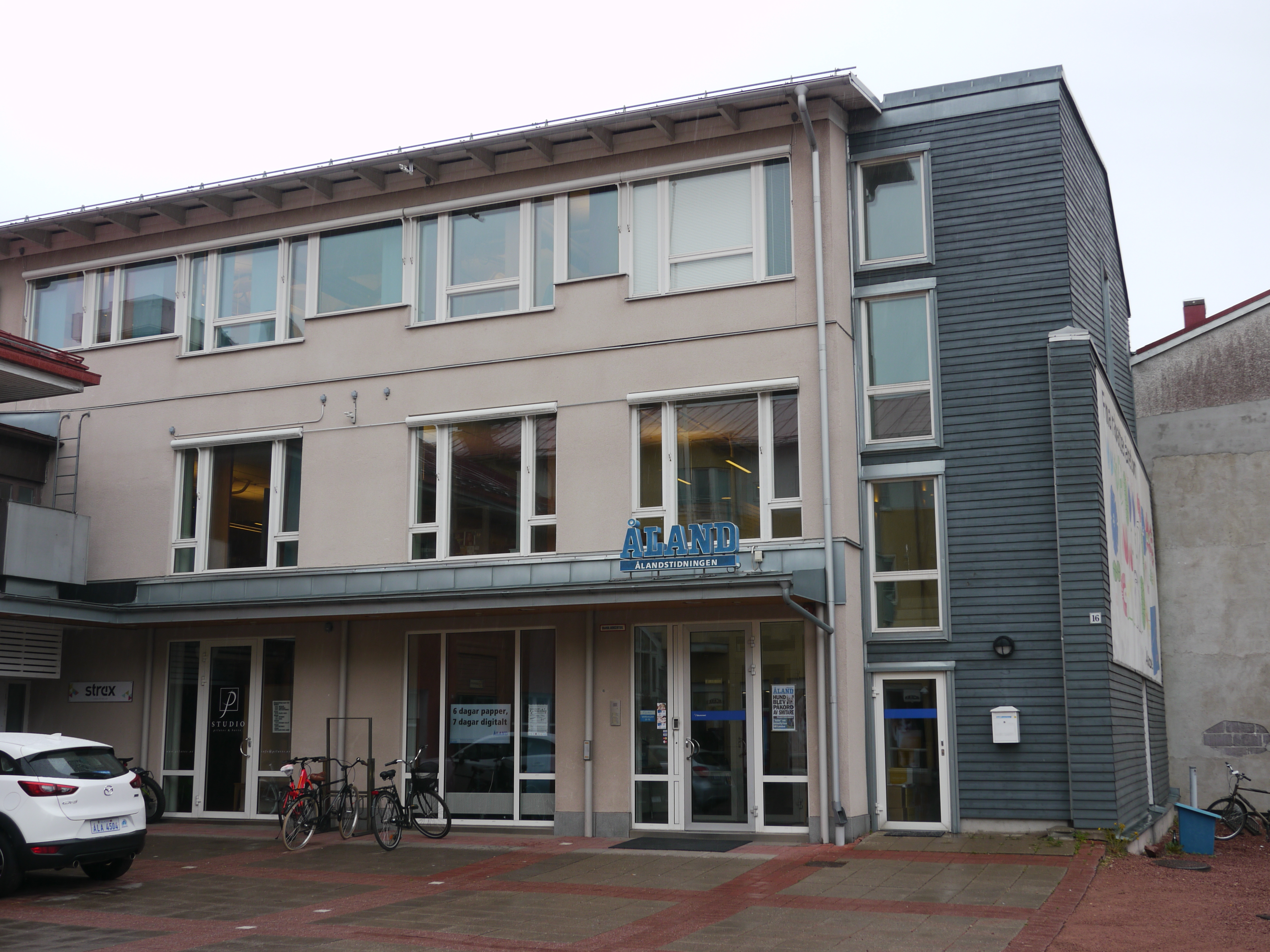
Het huidige kantoorgebouw van Ålandstidningen.

Ålandstidningen of Tidningen Åland is het oudste en meest toonaangevende dagblad van Åland. Deze Zweedstalige krant werd in 1891 opgericht door de uitgever en politicus Julius Sundblom. De krant is eigendom van Ålands Tidnings-Tryckeri AB en gevestigd in de hoofdstad Mariehamn. De krant verschijnt zes dagen per week (maandag - zaterdag) in een oplage van ruim 10.000 stuks en is daarmee de grootste krant van Åland.